# Рахманов, Пётр Александрович
Пётр Александрович Рахманов (1779 — 18 октября 1813) — русский дворянин, офицер, учёный-энциклопедист, издатель «Военного журнала».
Родился в 1778 году в дворянской семье достаточно старого рода Рахмановых. Других достоверных данных о родителях и месте рождения не имеется. Академик А. П. Юшкевич утверждает, что начальное образование Пётр Рахманов получил в московском частном пансионе Е. Д. Войтяховского. Многие историки подчёркивают факт, что саморучно Пётр Александрович предпочитал писать свою фамилию Рохманов.

## Военная карьера
В 1791 году в возрасте двенадцати лет отдан на военную службу в Преображенский лейб-гвардии полк в чине подпрапорщика. В 1797 году в звании подпоручика зачислен в пионерный полк. В 1803 году неожиданно подал прошение об отставке и 28 декабря уволен в чине штабс-капитана. Спустя три года, которые он плодотворно посвятил научной деятельности и обучению за рубежом, 20 декабря 1806 года вновь поступил на службу уже в Свиту Его Императорского Величества по квартирмейстерской части в старом звании. По свидетельству писателя и драматурга С. П. Жихарева Петру Рахманову «надоело таскаться по чужим краям, запасшись знаниями, надо приложить их к делу». В 1807 году направлен адъютантом к генералу Михаилу Леонтьевичу Булатову, затем — к генерал-лейтенанту, князю Петру Ивановичу Багратиону, позднее переведен в 9-ю пехотную дивизию на должность квартирмейстера. В январе 1808 года Пётр Рахманов получает чин капитана. В июне того же года направляется для экспертной работы в Артиллерийский комитет при Артиллерийском департаменте Военного министерства. Пётр Александрович в возрасте всего 32 лет в статусе постоянного члена попадает в наиболее авторитетный в Российской империи совещательный орган по теории артиллерии, состоящий из пятерых специалистов старше его по званию и обладающими значительно большими зафиксированными научными достижениями. Однако молодой офицер, получивший прекрасное образование в России и за рубежом, инженер, последователь школы Леонарда Эйлера, ученик Гаспара Монжа, сумел внести достойный вклад в развитие российской артиллерии. Приняв решение посвятить себя популяризации научных званий, в январе 1810 года Пётр Александрович Рахманов вновь уходит в отставку в чине майора с правом ношения мундира.
Всё начало года он работает над выпуском нового, полностью собственного издания — «Военный журнал», который имеет большой успех у офицерства. Однако, опубликовав четыре выпуска, Рахманов вновь возвращается на военную службу, в Преображенский лейб-гвардии полк в чине капитана. Собственно в расположение полка он не является, но поступает в личное распоряжение недавно назначенного военного министра, генерала от инфантерии Михаила Богдановича Барклая-де-Толли. Вероятными причинами подобной метаморфозы могли стать следующие обстоятельства. Пётр Рахманов и его товарищи Пётр Чуйкевич и Алексей Вельяминов выполняют особые поручения «Экспедиции секретных дел при военном министерстве» — готовят и экзаменуют по языкам и точным наукам агентов, направляемых для осуществления разведывательной деятельности против Франции и ряда её союзников. Среди них были Виктор Прендель, Роберт Ренни, Фёдор Тейль, Павел Граббе (каждый из них позже получит генеральский чин): 

 Прендель знал пять языков, Ренни и Тейль по три языка, а с Граббе перед отправлением два месяца занимались издатели «Военного журнала» П. А. Рахманов и А. А. Вельяминов, которым Барклай поручил исподволь делать ему «испытания в языках и военных науках».
Поручик Граббе после должной подготовки был отправлен со специальным поручением в Баварию, где завёл многочисленные перспективные знакомства в научной и аристократической среде. Позже он, уже граф и генерал кавалерии, вспоминал: 

Экзаменаторы мои были оба люди замечательные и доказали это впоследствии; оба с основательными сведениями, тогда довольно редкими, оба математики, литераторы. <…> (Рахманов) добрый, честный, циник в одежде, иногда в выражениях. Никто из тех, кто его знал, его не забудет.
Детали и результаты проводимых операций историкам не известны, однако о плодотворности работы Чуйкевича и Рахманова говорит тот факт, что в сентябре 1811 года первому был присвоен чин подполковника (в 28 лет), а второму, в 33 года, в апреле 1812-го — звание полковника. В этом чине Пётр Рахманов встретил начало Отечественной войны 1812 года. На второй неделе вторжения французской армии, в арьергардном бою при деревне Кочергишки (в настоящее время в Браславском районе, Витебской области Белоруссии) Пётр Рахманов был ранен — картечью ему оторвало два пальца на правой руке. Доставлен в госпиталь города Видзы, где был удостоен визита императора Александра I. Эту встречу описывает мемуарист, генерал-майор Иван Степанович Жиркевич. За участие в этом сражении Рахманов был награждён Орденом Святого Владимира 4 степени с бантом. Достоверной информации о дальнейшем участии Петра Рахманова в боевых действиях второй половины 1812 года нет.
В начале весны 1813 года полковник Рахманов получает от Барклая-де-Толли приказ организовать транспортировку и развёртывание 38 осадных орудий, прибывающих от союзников по шестой коалиции для осады крепости Торн. Артиллерия сыграла решающую роль в сдаче крепости французским гарнизоном. Пётр Алексеевич Рахманов вместе с другими офицерами был представлен к Ордену Святого Георгия 4 степени. Летом 1813 года полковник Рахманов командует небольшим казачьим летучим отрядом, прикрывавшим Силезскую армию. Осенью назначается командиром пехотной бригады 16-й пехотной дивизии в корпусе генерал-лейтенанта Ф. В. Остен-Сакена. Командуя этой бригадой гибнет на северной окраине города Лейпциг в ходе Битвы народов.

## Комментарии
1. ↑  По действующей Табели о рангах чин капитана в гвардейском полку соответствовал чину подполковника пехоты или артиллерии.